# Roxane Mesquida
Roxane Mesquida (Marsella, 1 de octubre de 1981) es una actriz y modelo nacida en Francia y nacionalizada estadounidense, reconocida principalmente por su participación en filmes como La escuela de la carne, Une vieille maîtresse y Kaboom, y en los seriados Gossip Girl y Now Apocalypse.

## Filmografía

### Cine
| Año  | Título                          | Papel                   | Notas |
| ---- | ------------------------------- | ----------------------- | ----- |
| 1997 | Mary from the Bay of Angels     | Mireille                |       |
| 1998 | La escuela de la carne          | Marine                  |       |
| 2000 | Gaïa                            |                         | Corto |
| 2001 | Fat Girl                        | Elena Pingot            |       |
| 2002 | Âges ingrats                    | Joven                   | Corto |
| 2002 | Sex Is Comedy                   | Actriz                  |       |
| 2002 | Very Opposite Sexes             | Hélène                  |       |
| 2004 | Le Grand Vogage                 | Lisa                    |       |
| 2005 | Les vagues                      | Célia                   |       |
| 2006 | Sheitan                         | Ève                     |       |
| 2007 | The Last Mistress               | Hermangarde             |       |
| 2009 | La dérive                       |                         |       |
| 2010 | Adieu Molitor                   | Jennifer                | Corto |
| 2010 | Kaboom                          | Lorelei/Laura           |       |
| 2010 | Rubber                          | Sheila                  |       |
| 2010 | Sennentuntschi                  | Sennentuntschi          |       |
| 2010 | Dans ta bouche                  | Chica de Los Ángeles    |       |
| 2011 | Quand j'étais gothique          | Aurore                  | Corto |
| 2012 | The Most Fun You Can Have Dying | Sylvie                  |       |
| 2012 | Kiss of the Damned              | Mimi                    |       |
| 2013 | Wrong Cops                      | Joven                   |       |
| 2013 | The Doors                       | Liz                     | Corto |
| 2014 | Reality                         | Presentadora de premios |       |
| 2015 | Our Futures                     | Virginie                |       |
| 2015 | Despite the Night               | Lena                    |       |
| 2017 | Hallucinaut                     | Beatrice                | Corto |
| 2017 | Mercury in Retrograde           | Isabelle                |       |
| 2018 | Homesick                        | Roxane                  |       |
| 2018 | Burning Shadow                  | Summer                  |       |
| 2019 | Play or Die                     | Chloe                   |       |

### Televisión
| Año       | Título               | Papel             | Notas           |
| --------- | -------------------- | ----------------- | --------------- |
| 2002      | Les paradis de Laura | Laura             | Telefilme       |
| 2006      | Mentir un peu        | Irène             | Telefilme       |
| 2011–2012 | Gossip Girl          | Béatrice Grimaldi | 3 episodios     |
| 2012      | XIII: The Series     | Betty Barnowsky   | 12 episodios    |
| 2019      | Now Apocalypse       | Severine Bordeaux | Papel principal |